# الفتوحات الإسلامية في شبه القارة الهندية

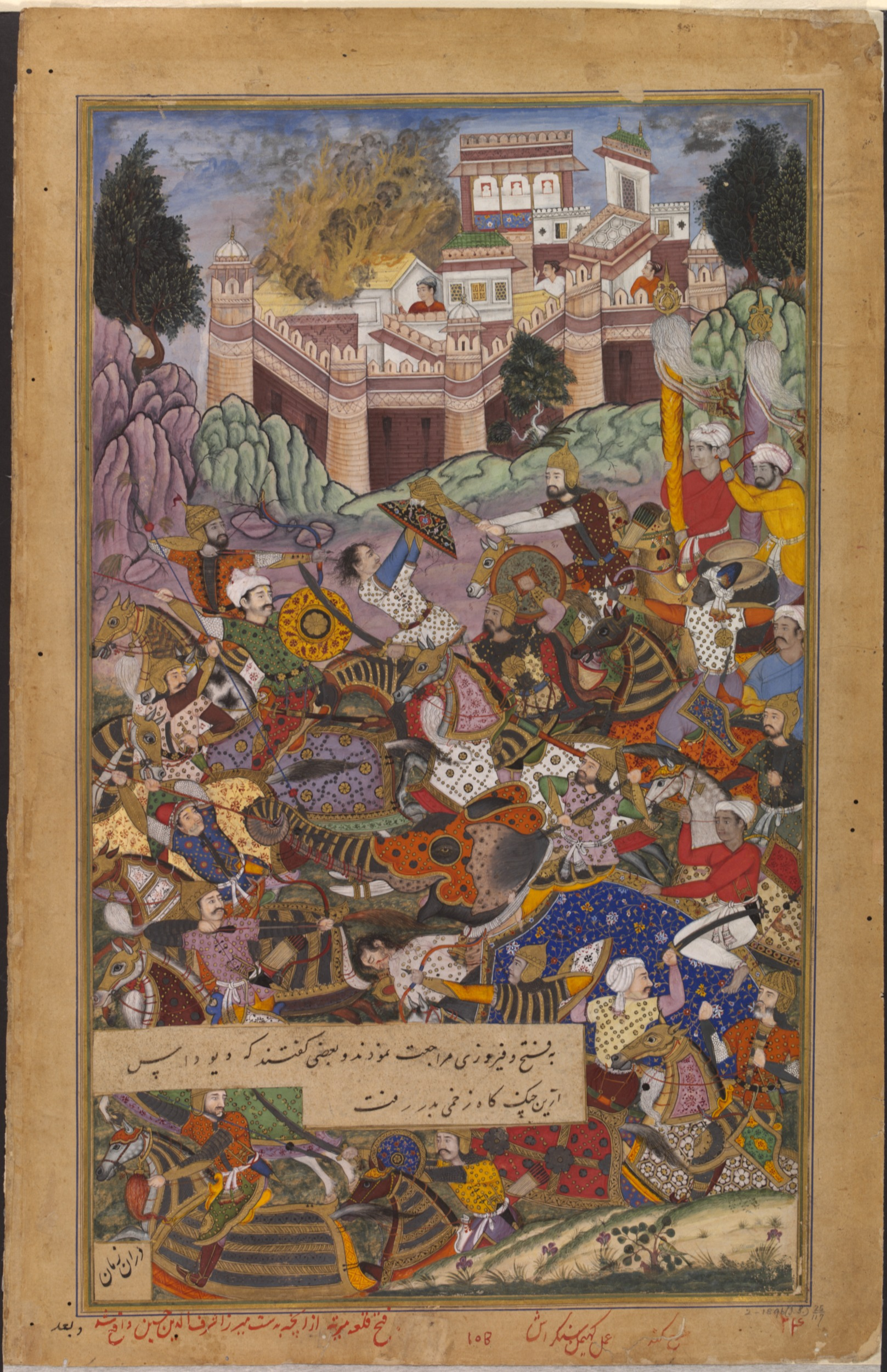

فتح الهند جرت أحداث الفتوحات الإسلامية  في شبه القارة الهندية من القرن الثالث عشر الميلادي وحتى القرن السادس عشر الميلادي رغم أن الفتوحات الإسلامية الأولى كانت قد وجَّهت بعض غزواتها إلى شمال الهند في وقت مبكر من عصر ممالك راجبوت في القرن السابع الميلادي.
كانت إمبراطورية مغول الهند الإسلامية قادرة على ضم أغلب ملوك الهند الهندوسيين أو إخضاعهم لها، قبل غزو الهند من شركة الهند الشرقية البريطانية. إلا أنها لم تكن قادرة على فتح الممالك الهندوسية في الروافد العليا لجبال الهيمالايا مثل المناطق المعروفة اليوم باسم هيماجل برديش وأوتاراخند وسيكيم ونيبال وبوتان وبلاد أقصى جنوب الهند مثل ترافنكور.

## خلفية تاريخية
تعرضت منطقة جنوب آسيا لهجمات من القبائل الرحل طوال تاريخها الطويل، ومثلها في ذلك المجتمعات الأخرى التي عرفها التاريخ. إذا ما أردنا تقييم أثر الإسلام على شبه القارة الهندية، فعلينا أن نلحظ أيضًا أن شبه القارة الهندية ظلت مطمعًا للقبائل التي تعيش في فارس وآسيا الوسطى قادمين من جهة الشمال الغربي. ومع سقوط الساسانيين وفرض الخلافة الإسلامية لسيطرتها على المنطقة، بدأت هذه القبائل في التنافس مع الدولة الجديدة إلى أن انضمت إليها مما أدى إلى ظهور الأسر الحاكمة الإسلامية في تراث آسيا الوسطى، عمومًا في تراث الترك المغوليين.
وكان أول توغل للخلافة الإسلامية في الإمبراطورية الفارسية قرابة سنة 664م أثناء الخلافة الأموية وبقيادة المهلب بن أبي صفرة حيث تقدم باتجاه ملتان في جنوب بنجاب وهي اليوم تابعة لباكستان. لم تهدف حملات المهلب إلى غزو البلاد، على الرغم من أنه اخترقها حتى وصل إلى مشارف عاصمة مايلي، وعاد بالأموال والأسرى. كان هذا توغلاً إسلاميا وبداية للتقدم الأموي المبكر للفتح الإسلامي لفارس إلى داخل آسيا الوسطى، وذلك في داخل إطار الحدود الشرقية للإمبراطوريات الفارسية السابقة. وكان التقدم العربي الأخير في المنطقة في نهاية حكم بني أمية في عهد السلطان محمد بن القاسم حيث هُزِمَ المسلمين بعد رحيله من راجبوت في معركة راجاستان سنة 738م، ليتوقف الزحف الإسلامي ليبدأ من جديد في عهد الأسر المغولية في تركيا ووسط آسيا التي تشعبت عواصمها المحلية والتي قضت على الخلافة وتوسعت أقاليمها في الشمال والشرق.

## التأثير على الهند والإسلام والمسلمين في الهند
وفقاً للمؤرخ ويل ديورانت كانت الفتوحات الإسلامية في شبه القارة الهندية ""على الارجح القصة الأكثر دموية في التاريخ. إنها حكاية محبطة، لأن أخلاقيتها الواضحة هي أن الحضارة سلعة ثمينة، والتي يمكن في أي وقت أن يطغى عليها النظام الدقيق للحرية والحرية والثقافة والسلام من قبل البرابرة الذين يغزون من دون أو يتكاثرون داخلها"، وبحسب آلان دانييلو "منذ ان بدأ المسلمين بالوصول، حوالي سنة 632 بعد الميلاد، أصبح تاريخ الهند طويلاً بسلسلة رتيبة من جرائم القتل والمذابح والتخريب والتدمير". وصف المؤرخ فرنان بروديل الحقبة الإسلامية في الهند "تجربة استعمارية عنيفة للغاية، كانت القسوة هي القاعدة - الحرق، عمليات الاعدامات المختصرة، الصلب وربط الاطراف، طرق التعذيب المبتكرة. المعابد الهندوسية كان يتم تدميرها افساحا للمجال امام المساجد. في احيان أخرى عمليات التحويل الديني القسري للديانة الإسلامية".

### التحول الديني
مضت عدة قرون قبل أن ينتشر الإسلام في أرجاء الهند، ولا تزال كيفية ذلك محل نقاشات حادة. ويوجد جدل كبير في الرأي العام والعلمي حول كيفية التحول إلى الإسلام في شبه القارة الهندية، وعادةً ما يتم تمثيله في مدارس التفكير التالية:
- الرأي الأول أنه كان التحول مزيجًا في البداية بسبب العنف أو التهديد أو أي من الضغوط الأخرى ضد السكان المحليين،[8]
- الرأي الثاني كعملية اجتماعية ثقافية للإنتشار والإندماج على مدى فترة زمنية طويلة في مجال الحضارة الإسلامية المسيطرة والنظام السياسي العالمي بشكل عام،[9]
- الرأي الثالث أن هذه التحولات حدثت لأسباب غير دينية مثل البراغماتية ورعاية مثل التنقل الاجتماعي بين النخبة الحاكمة المسلمة،[8][9]
- الرأي الرابع أن معظم المسلمين في الهند هم من نسل المهاجرين من الهضبة الإيرانية أو العرب،[9]
- الرأي الخامس أن التحول كان نتيجة لتصرفات الصوفيين المسلمين والذي شمل تغييرًا حقيقياً في القلب.[8]

لكن الهندوس الذين اعتنقوا الإسلام لم يكونوا محصنين تماماً من الاضطهاد بسبب النظام الطبقي بين المسلمين في الهند الذي أنشأه ضياء الدين برني في فتاوى الجهندري، حيث كانوا يُعتبرون طبقة اجتماعية من «الأجلاف» وتعرضوا للتمييز من قبل طبقات «الأشراف». ويشير منتقدو «نظرية دين السيف» إلى وجود الجاليات المسلمة القوية الموجودة في جنوب الهند، وبنغلادش الحديثة، وسريلانكا، وبورما الغربية، وإندونيسيا، والفلبين، إلى جانب الافتقار المميز للمجتمعات الإسلامية المماثلة في المناطق التاريخية للإمبراطوريات الإسلامية في جنوب آسيا كدحض لنظرية «التحول من خلال السيف». إن تركة الفتح الإسلامي لجنوب آسيا هي قضية مثيرة للجدل حتى اليوم. لم يكن كل الغزاة المسلمين مجرد غزاة. في وقت لاحق حاربوا على السيطرة على الممالك وبقيوا لإنشاء سلالات حاكمة جديدة. وتباينت بشكل كبير ممارسات هؤلاء الحكام الجدد وورثتهم اللاحقين (الذين كان بعضهم أبناء لزوجات هندوسيات مرتبطات مع الحكام المسلمين). في حين كان البعض يكرهون بشكل موحد، قام آخرون بتطوير أتباع شعبيين. وفقاً لمذكرات ابن بطوطة الذي سافر عبر دلهي في القرن الرابع عشر، كان أحد السلاطين السابقين وحشياً للغاية وكان يكره بشدة سكان دلهي. وتشير مذكراته أيضاً إلى أن المسلمين من العالم العربي وبلاد فارس وتركيا كانوا يُفضلون في كثير من الأحيان بتولي مناصب مهمة في المحاكم الملكية مما يوحي بأن المحليين قد لعبوا دوراً ثانوياً في إدارة دلهي. وكان يستخدم مصطلح «ترك» عادةً للإشارة إلى الوضع الاجتماعي العالي.[بحاجة لمصدر] ومع ذلك يشير رضوي إلى محمد تغلق على أنه لم يشجع السكان المحليين فحسب، بل شجع المجموعات الحرفية مثل الطهاة والحلاقين والبستانيين إلى تولي المناصب الإدارية العليا. وفي عهده، من المرجح أن التحول إلى الإسلام جرت كوسيلة للبحث عن قدر أكبر من الحراك الاجتماعي وتحسين الوضع الاجتماعي.

### أورنكزيب عالم كير
شهدت حملة أورنكزيب عالم كير واحدة من أكبر حصيلة القتلى في تاريخ جنوب آسيا، حيث يقدر عدد الذين قُتلوا في عهده من المسلمين والهندوس على حد سواء بنحو 4.6 مليون شخص. وقُتل ما يقدر بنحو 2.5 مليون من جيش أورنكزيب عالم كير خلال حروب المغول-المراثا (100,000 سنويًا خلال ربع قرن)، في حين أن مليوني مدني في الأراضي التي مزقتها الحروب ماتوا بسبب الجفاف والطاعون والمجاعة.

### التجارة
كان تأثير الإسلام الأبرز في توسيع التجارة. وكان أول اتصال للمسلمين بالهند هو الهجوم العربي على تجمع للقراصنة بالقرب من مومباي الحديثة لحماية تجارتها في بحر العرب. في نفس الوقت تقريباً استقر العديد من العرب في الموانئ الهندية، مما أدى إلى ظهور مجتمعات مسلمة صغيرة. ولم يكن نمو هذه المجتمعات نتيجة للتحول الديني فحسب، بل كذلك بسبب أن العديد من ملوك الهندوس في جنوب الهند استأجروا المسلمين كمرتزقة.
كان أحد الجوانب الهامة في الفترة الإسلامية في تاريخ العالم ظهور محاكم الشريعة الإسلامية القادرة على فرض نظام تجاري وقانوني مشترك يمتد من المغرب في الغرب إلى منغوليا في الشمال الشرقي وإندونيسيا في الجنوب الشرقي. في حين كان جنوب الهند بالفعل ناشط بالتجارة مع العرب أو المسلمين، وجدت شمال الهند فرصاً جديدة. كما تم إخضاع الممالك الهندوسية والبوذية في آسيا من قبل المسلمين، وانتشر الإسلام عبر أفريقيا، حيث أصبحت قوة مركزية للغاية سهلت في إنشاء نظام قانوني مشترك سمح بخطابات الاعتماد الصادرة في مصر أو تونس لتكريمها في الهند أو إندونيسيا (الشريعة لديها قوانين بشأن التعامل التجاري مع كل من المسلمين وغير المسلمين). ومن أجل ترسيخ حكمهم، قام الحكام المسلمون في البداية بالترويج لنظام يوجد فيه باب مفتوح بين رجال الدين والنبالة الإداري والطبقات التجارية. وتم تخفيف رحلات المستكشف محمد بن عبد الله بن بطوطة بسبب هذا النظام. وشغل منصب الإمام في دلهي، وكمسؤول قضائي في جزر المالديف، وكمبعوث وتاجر في مليبار. لم يكن هناك تناقض في أي من مواقفه لأن كل من هذه الأدوار يكمل الآخر. خلق الإسلام اتفاقاً أصبح بموجبه السلطة السياسية والقانون والدين منصهرًا بطريقة تحمي مصالح الطبقة التجارية. أدى هذا إلى توسيع التجارة العالمية إلى أقصى حد ممكن في عالم القرون الوسطى. اتخذ شير شاه مبادرات لتحسين التجارة من خلال إلغاء جميع الضرائب التي أعاقت تقدم التجارة الحرة. وقام ببناء شبكات كبيرة من الطرق وشيد طريق جراند ترانك (1540-1544)، والذي يربط شيتاغونغ بمدينة كابول. أجزاء منه لا تزال قيد الاستخدام اليوم. تضيف المناطق الجغرافية إلى تنوع اللغات والسياسة.